# Mala Nedelja
Mala Nedelja este o localitate din comuna Ljutomer, Slovenia, cu o populație de 117 locuitori.